# Rhaetulus didieri
Rheatulus didieri ist ein Käfer aus der Familie der Schröter. Er kommt auf der malaiischen Halbinsel vor und wurde erst 1970 wissenschaftlich beschrieben. Er wurde zu Ehren von Dr. Robert Didier, der über Hirschkäfer gearbeitet hat, benannt. Das Männchen kann bis zu 85 Millimeter groß werden und besitzt ein bizarres „Geweih“, dem Weibchen fehlt dieses.

## Beschreibung des Männchens
Der Kopf ist deutlich breiter als lang. Die Vorderecken sind abgerundet. Hinter den Augen verjüngt sich der Kopf in einem Winkel von etwa 45°. Eine waagrechte Chitinspange (Canthus) ragt von vorn in die Augen und erreicht etwa deren Mitte. Der Canthus verläuft parallel zur Körperachse und ist vorn rechtwinklig abgeschnitten, ohne Stachel. Die Chitinplatte über dem Mund (Epistom) ist deutlich vorgezogen und ist am Vorderrand in der Mitte und an den Ecken zugespitzt. Die zehngliedrigen Fühler sind gekniet, das Geißelglied auffallend schlank und lang. Die letzten drei Fühlerglieder sind einseitig fächerartig erweitert, das davorliegende siebte Fühlerglied besitzt nach der gleichen Seite eine stachelartige Erweiterung.
Die Oberkiefer (Mandibel) bilden ein mächtiges Geweih, mit schlanken und geschwungenen Ästen. Anfangs wölbt sich das Geweih nach oben über das Kopfniveau, dann krümmt es sich nach unten und vorn und verläuft ziemlich geradlinig und weit nach vorn. Jede Seite endet in einer Gabel, die senkrecht ausgerichtet, leicht nach innen gekrümmt und in Form eines U abgerundet ist. Vor dem höchsten Punkt des Geweihs sitzt auf der Außenseite ein mächtiger zahnförmiger Auswuchs, der leicht nach oben, hinten und innen gekrümmt ist und spitz zuläuft. Außen, beziehungsweise oben, sind die Oberkiefer konvex gewölbt, innen beziehungsweise unten konkav. Die Kanten zwischen der konvexen und der konkaven Seite sind fein gezähnelt. Auf der oberen Zahnleiste zwischen dem zahnartigen Auswuchs an der Mandibelbasis und dem oberen Zacken der Endgabel ist im vorderen Drittel ein Zahn deutlich größer.
Die Oberkiefer sind matt und sehr fein geriffelt (chagriniert), die Chagrinierung ist feiner als die des Kopfes.
Der Halsschild ist breiter als lang, gewölbt, und verbreitert sich nach hinten. Die Vorderecken sind nach unten gezogen, die Hinterecke stark abgerundet. Der Vorderrand ist in der Mitte nach vorn gezogen, der Hinterrand unmerklich geschwungen und der Seitenrand stark gezähnelt.

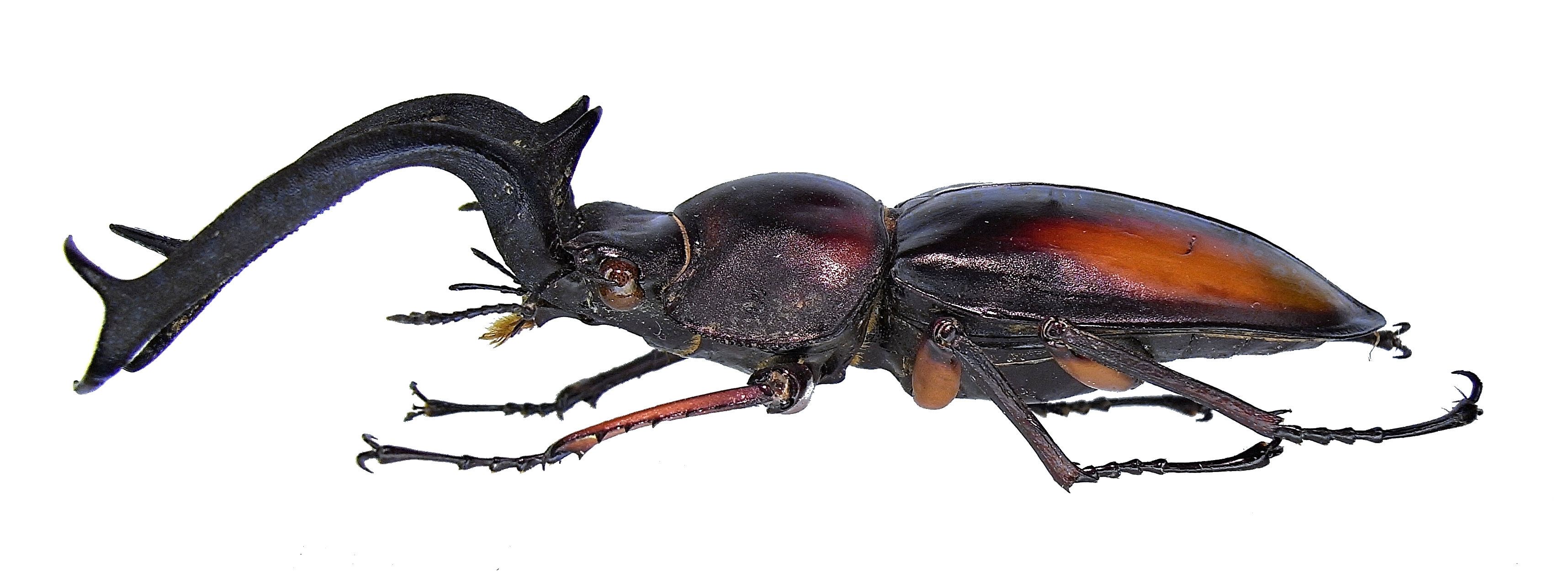
Seitenansicht, Männchen

Die Flügeldecken sind schmäler als der Halsschild, länglich, gewölbt und hinten halbkreisförmig abgerundet. Ein Schulterstachel ist angedeutet.
Die Beine sind robust. Die Vorderschiene endet in zwei kräftigen Zähnen, davor sitzen auf der Außenseite einige zunehmend größer werdende Zähne. Die Mittelschienen tragen in der Mitte einen langen Dorn, die Hinterschienen in der Mitte einen kurzen Zahn. Unter den Tarsen befinden sich Polster aus seidigen Haaren.
Kopf und Halsschild sind pechschwarz, nur ausnahmsweise befinden sich am Rand des Halsschildes dunkelrote Flecken. Auch die Flügeldecken sind pechschwarz mit je einem roten Fleck. Dieser ist leicht schräg in Richtung auf die Schultern gestreckt und die Ränder verblassen nach hinten. Die Unterseite ist mit Ausnahme der Schenkel glänzend pechschwarz. Die Schenkel sind oberseits und unterseits lebhaft orange, zum Kniegelenk hin werden sich braun.
Das Männchen ist länglich und ähnelt dem kleineren Rhaetulus speciosus boileaui unterscheidet sich jedoch durch den Bau der geweihähnlichen Oberkiefer und die Färbung deutlich von diesem.

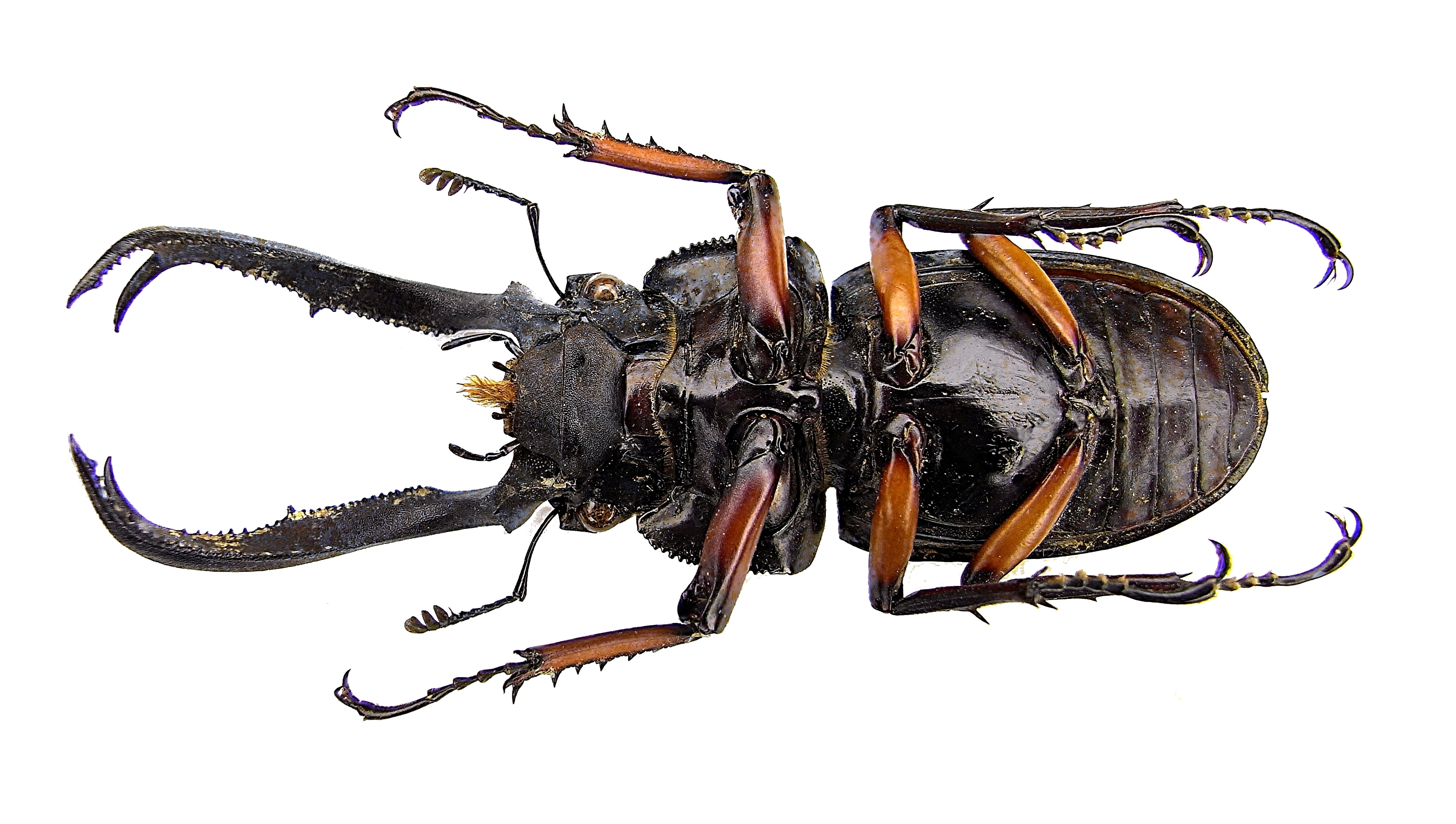
Unterseite, Männchen

## Beschreibung des Weibchens
Die Weibchen erreichen eine Länge von 31 bis 36 mm, die Breite schwankt dabei zwischen 12 und 13,5 Millimeter. Sie sind länglich, untersetzt und parallel. Ober- und Unterseite sind glänzend schwarz mit Ausnahme der Oberschenkel, die alle ober- und unterseits einen dunkelorangen Fleck tragen.
Der Kopf ist grob und zusammenfließend punktiert, nach hinten ist die Punktierung weniger dicht und auf dem Hinterkopf verlöschend. Die von vorn in die Augen ragende Chitinspange (Canthus) ist gerade und abgerundet. Sie schneidet die Augen wie beim Männchen bis etwa zur Mitte aus.
Der Halsschild ist seitlich grob punktiert, auf der Scheibe dagegen sehr fein und verlöschend. Die Seitenränder sind stark geriffelt bis gekerbt, nicht wie beim Männchen gezähnt. Die Vorderecken des Halsschildes sind deutlich vorgezogen, die Hinterecken nur undeutlich ausgebildet.
Die Flügeldecken sind dicht und gleichmäßig sehr fein punktiert, nach außen wird die Punktierung kaum deutlicher.
Die Unterseite des mittleren Brustabschnitts (Metasternum) ist ledrig mit seitlich einigen großen Punkten. Das Ende des Hinterleibs weist ebenfalls eine
punktierten Zone auf.
Die Vorderschienen sind leicht verdickt und gegen Ende breit gefurcht. Seitlich haben sie einige große Zähnen, die sich mit kleinen Zähnen abwechseln. Mittel- und Hinterschienen zeigen etwa auf halber Länge einem nach hinten gerichteten starken Dorn.
Das Weibchen wirkt weniger massig als das Männchen. Durch die gelben Flecken auf den Schenkeln unterscheidet es sich von den verwandten Arten Rh. crenatus und Rh. speciosus, außerdem größer und schlanker. Die Fleckung der Schenkel kommt auch bei Pseudorhaetus sinicus vor, aber dort sind die Flügeldecken wie lackiert schwarz und ohne jede Punktierung.

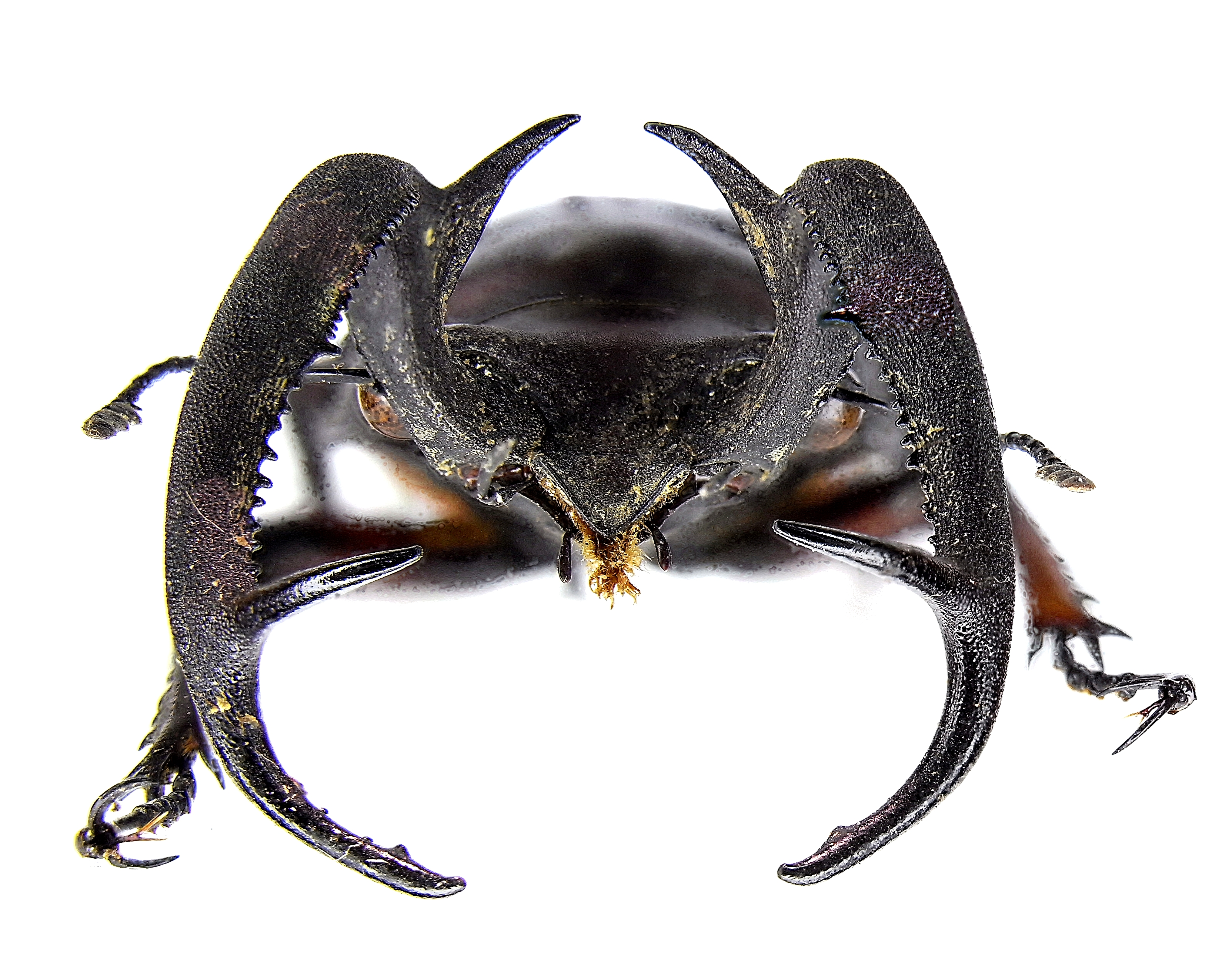
Frontalansicht, Männchen

## Biologie
Über die Biologie ist wenig bekannt. Man findet die Tiere in den Vorbergen der Cameron Highlands am Fuß von Bäumen an kleinen Wasserläufen.

## Verwandtschaft
Die Ansichten über die verwandtschaftlichen Zusammenhänge innerhalb der Familie sind unterschiedlich und unklar. Eine japanisch Genanalyse stellt die Gattung Rhaetulus sehr nahe zur Gattung Prosopocoilus. Beide sind am stärksten mit der Gattung Dorcus verwandt, von der es auch in Mitteleuropa Vertreter gibt, beispielsweise den Balkenschröter. Die Art Rhaetulus didieri steht der Art Rhaetulus speciosus sehr nahe und wird teilweise als deren Unterart betrachtet. Die Unterteilung der Gattung geht mit unterschiedlichen Verbreitungsgebieten einher. Rh. speciosus speciosus findet sich in Thailand, Rh. speciosus ab. boileaui in Laos, Rh. speciosus ab. gardneri in Birma, Rh. didieri in Malaysia, Rh. crenatus auf Taiwan und Rh. recticornis auf den Amami-Inseln.